# Robert J. Kral
Pour les articles homonymes, voir Kral.
Robert J. Kral, né le 5 juillet 1967 à Adélaïde, est un compositeur australien de musique de films.

## Biographie
Robert Joseph Kral étudie la musique à l'université d'Adélaïde. Au début des années 1990, il part à Los Angeles pour se spécialiser dans la musique de film, complétant ses études dans ce domaine à l'université de Californie du Sud. Il se fait connaître en composant quasiment l'intégralité de la musique de la série télévisée Angel de 1999 à 2004. Il travaille ensuite essentiellement pour des séries et des films d'animation et remporte en 2005 l'Annie Award de la meilleure musique pour la télévision pour son travail sur la série d'animation Duck Dodgers.

## Filmographie

### Cinéma
- 2007 : Superman : Le Crépuscule d'un dieu
- 2009 : Le Dernier Rite
- 2009 : Green Lantern : Le Complot
- 2010 : Scooby-Doo : Abracadabra
- 2010 : Scooby-Doo : La Colonie de la peur
- 2012 : Scooby-Doo : Tous en piste
- 2013 : Scooby-Doo et le Fantôme de l'Opéra
- 2017 : Justice League Dark (vidéo) de Jay Oliva

### Séries télévisées
- 1999-2004 : Angel
- 2003-2005 : Duck Dodgers
- 2005 : The Inside : Dans la tête des tueurs
- 2006 : The Lost Room (mini-série)
- 2010-2013 : Scooby-Doo : Mystères associés